# British Society for the History of Science
Die British Society for the History of Science (BSHS) ist eine 1947 von Francis Butler, dem Geologen Victor Eyles (1895–1978) und Joan M. Eyles (1907–1986) gegründete Gesellschaft für Wissenschaftsgeschichte, Technikgeschichte und Geschichte der Medizin.
Sie geben folgende Zeitschriften und Reihen heraus:
- The British Journal for the History of Science (BJHS), vierteljährlich erscheinend mit Peer Review:
- BJHS Themes, ein Open Access Journal, das jährlich erscheint, mit Peer-Review.
- Viewpoint, das Mitteilungsblatt der Gesellschaft
- BSHS Monographs, eine Reihe von Monographien

Sie vergeben alle zwei Jahre den Singer Prize für unveröffentlichte Forschungsessays von Nachwuchswissenschaftlern und den Dingle Prize für das beste allgemeinverständliche Buch über Wissenschaftsgeschichte und den John Pickstone Prize für das beste akademische Buch in Wissenschaftsgeschichte (jeweils in englischer Sprache). Ab 2015 gibt es auch den Ayrton Prize für Webprojekte. 1999 bis 2009 wurde auch der Slade Prize vergeben für Untersuchungen über wissenschaftliche Methodologie. Außerdem vergeben sie Stipendien.
Es gibt eine jährliche Hauptversammlung in wechselnden Städten.